# 下寺古墓群
淅川下寺春秋楚墓群是一个春秋时期中晚期的楚国贵族墓群，位于中華人民共和國河南省淅川县丹江口水库西岸的仓房镇下寺东沟村。是河南省文物保护单位。墓地座东朝西，布局规律，墓地处于西北高，东南低的岗丘上，西北依山丘，北面与和尚岭楚墓群为邻，余处皆环水。墓地面积100,000平方米。该墓群出土随葬品6,098件，其中王子午升鼎、云纹铜禁和王孙诰编钟等均为中国一级文物。

## 发现过程
1977年，河南省西南部大旱，位于该省淅川县境内的丹江口水库水位下降。一天当地一个牧童在水库边放羊，被露出地面的器物绊倒，后发现此器物是一件青铜器，而就在它的旁边还有几件类似的青铜器，此地的楚墓便由此被发现。 

## 出土重点文物
文物考古队在这个墓群共发掘了墓葬25座、车马坑5座。其中贵族墓有9座，陪葬有成套的青铜礼器和玉石等质料的饰物，根据 2号墓出土的平底鼎上面的铭文“王子午择其吉金”和“令尹子庚民之所敬”等字，发掘者认为墓主是楚共王和楚康王时期的令尹子庚之墓。
- 云纹铜禁，通高28.8厘米，长103厘米，宽46厘米，云纹铜禁重90多公斤，呈长方形。是河南博物院的镇院之宝。为中华人民共和国国家一级文物，也是禁止出国（境）展览的文物之一。[3]
- 七尊铜鼎，为一套七件的失蜡法铸造的列鼎，其中最大的一件是王子午鼎，收藏于河南省博物院。该鼎通高76厘米，直徑66厘米，鼎盖呈平顶微弧状，有圆形钮。盖、颈、腹内壁均铸铭文，腹铭84字，记述王子午作器的用途和自己的生平。[4]另外的几个鼎现分别收藏在中国历史博物馆、河南省文物考古研究所和淅川县博物馆。[5]
- 王孙诰编钟，数量达26件，最大钟通高120.4厘米，形制相同，大小依次递减。钟身呈合瓦状，是目前中国出土的春秋时期数量最多、规模最大、音域最广、音色最好、音律较准、保存较好的一套青铜打击乐器。[6][7]
- 龙耳方壶，高79.2厘米，宽19厘米，口径18.6~22.7厘米，有盖，长方口，长颈，鼓腹，长方圈足。颈部附龙须双耳，壶底俯卧两兽承托全器。盖饰镂空夔龙。颈、肩、圈足饰蟠虺纹和云雷纹，是楚国青铜器中最具代表性的器物之一。收藏于北京故宫博物院。

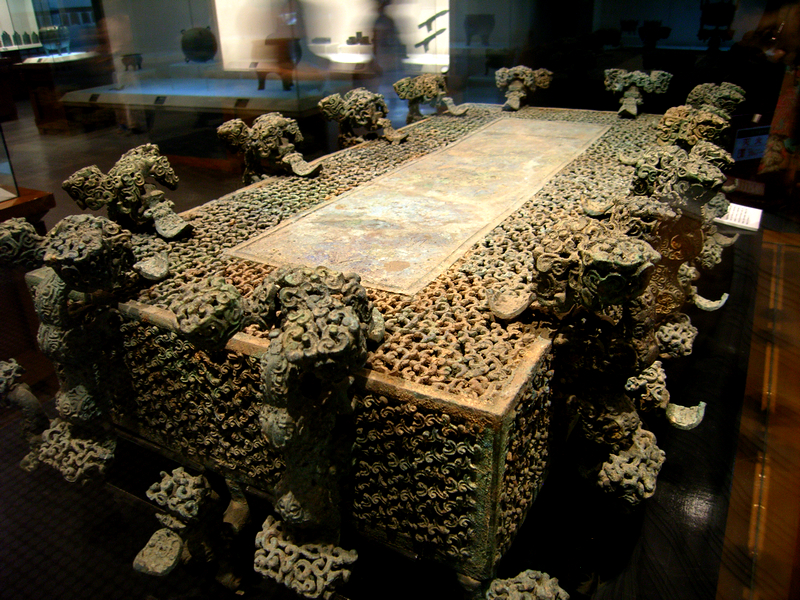
云纹铜禁
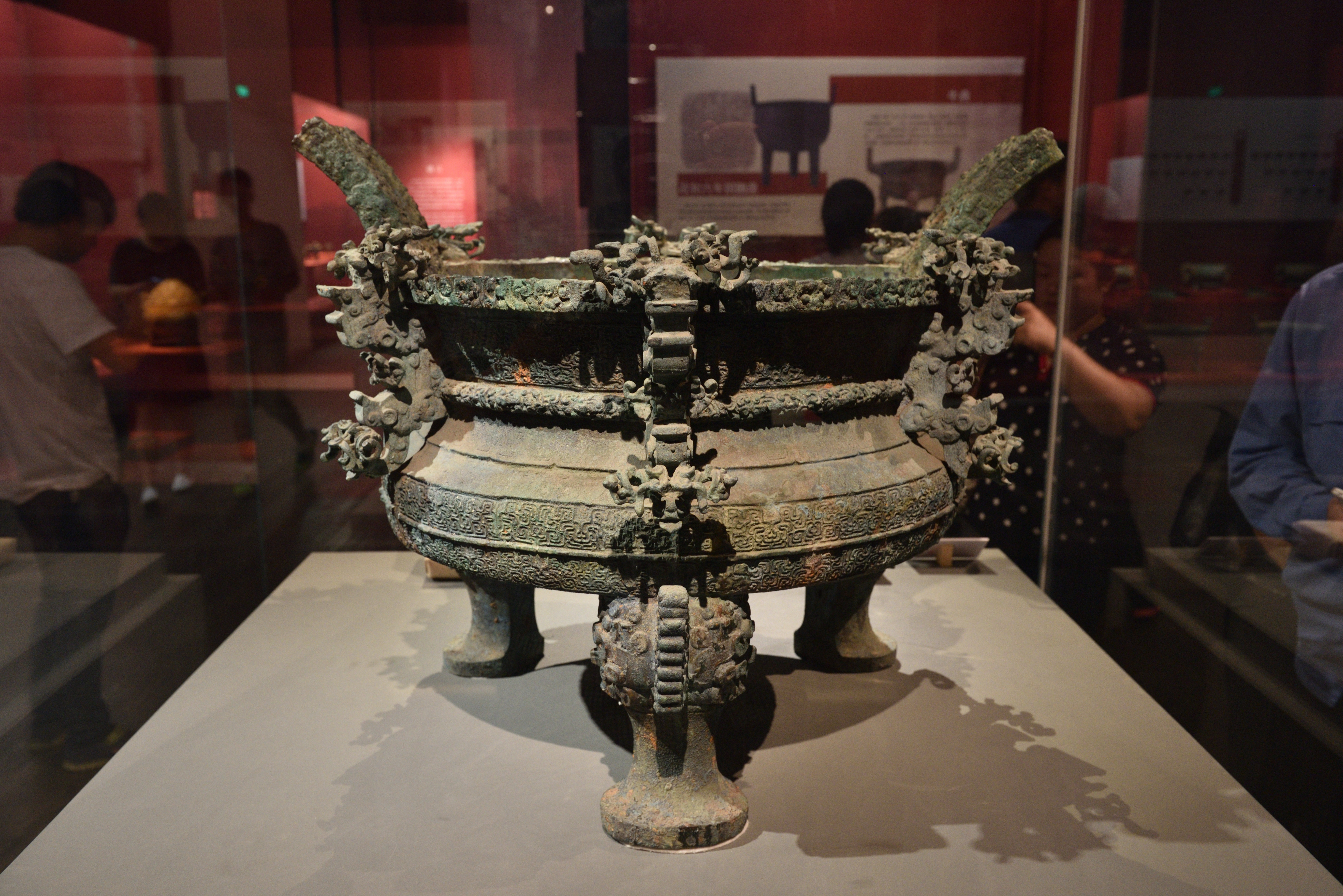
王子午升鼎
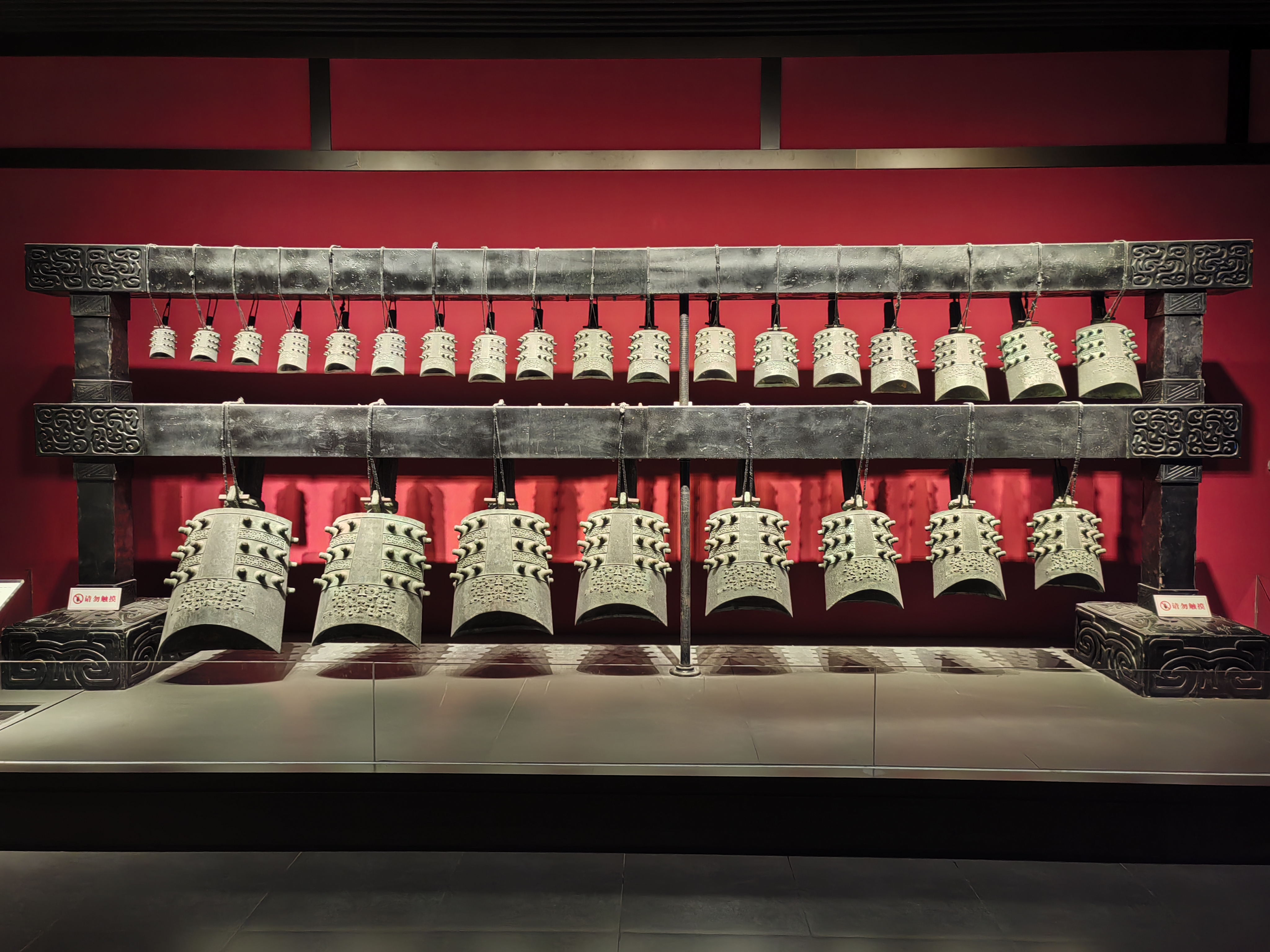
“王孙诰”编钟

## 参看
- 淅川和尚岭与徐家岭楚墓群
- 子庚